# سیارک ۹۶۹۷
سیارک ۹۶۹۷ (به انگلیسی: 9697 Louwman، نامگذاری:1295T-1) نه هزار و ششصد و نود و هفتمین سیارک کشف شده‌است که در ۲۵ مارس ۱۹۷۱ کشف شد.
قدر مطلق سیارک برابر ۱۳٫۶۰ است.